# LG G4
Az LG G4 az LG érintőképernyős, Android operációs rendszerrel működő okostelefonja. 16 megapixeles hátsó és 8 megapixeles elülső, manuális módban is használható kamerával rendelkezik, valamint enyhén ívelt a kialakítása. 2015. április 29-én mutatták be először Dél-Koreában.

## Tulajdonságai
Az LG G4 egy 16 megapixeles hátsó és egy 8 megapixeles elülső kamerával rendelkezik. Az f/1.8-as fényerejű hátlapi kamerával felszerelt okostelefon az átlagnál rosszabban megvilágított helyeken is képes lehet jó minőségű képeket készíteni.  Az LG G3-nál alkalmazott képstabilizátort a gyártó továbbfejlesztette, amellyel tovább csökkentette a bemozdulás okozta képtorzulást. A készülék gyárilag telepített fotós alkalmazásában manuális módban is lehet fényképezni, beállítható a zársebesség, a fehéregyensúly és az ISO-érték is.  A telefon Ultra HD felbontású mozgóképeket rögzít.
Az LG G4 hátlapját az iparágban elsőként valódi marhabőr borítja.[forrás?]

### Főbb paraméterek
- Chipset: Qualcomm Snapdragon™ 808 Processzor X10 LTE-vel
- Kijelző: 5,5 collos Quad HD IPS Quantum Display (2560 x 1440, 538ppi)
- Memória: 32GB eMMC ROM, 3GB LPDDR3 RAM / microSD bemenet
- Kamera: 16 megapixeles hátsó kamera, F1.8 apertúra / OIS 2.0 / 8 megapixeles elülső kamera, F2.0 apertúra
- Akku: 3,000mAh (kiszedhető)
- Operációs rendszer: Android 5.1 Lollipop
- Méret: 148.9 x 76.1 x 6.3 - 9.8 mm
- Súly: 155g
- Hálózat: 4G / LTE / HSPA+ 21 Mbps (3G)
- Összekapcsolhatóság: Wi-Fi 802.11 a, b, g, n, ac / Bluetooth 4.1LE / NFC / USB 2.0
- Egyéb: Manual Mode / Gesture Interval Shot / Quick Shot